# Zapadni Kavkaz
Zapadni Kavkaz (ruski: Западный Кавказ) zapadni dio planinskog vijenca Kavkaza, od Crnog mora do planine Elbrus (na slici desno) u Rusiji. Kako je to jedini veliki planinski vijenac u Europi koji nije pretrpio značajne promjene ljudskim djelovanjem, zbog čega je još 1978. godine upisan je na UNESCO-ov popis mjesta svjetske baštine u Europi.
Na najzapadnijem dijelu zaštićenog područja od 298.903 ha, od ljetovališta Soči, nalazi se Kavkaški nacionalni park biosfere (Кавказский государственный природный биосферный заповедник) koji je osnovan još 1924. godine u pokrajinama Krasnodarski kraj, Adigeja i Karačajevo-Čerkezija (247.000 ha).
Ovo područje je bilo naseljeno prije 500.000 godina o čemu svjedoči više od 150 lokaliteta u kojima su pronađeni ljudski ostaci (između ostalog i neandertalaca). No, ipak je ovaj krajolik ostao nepromijenjen ljudskim djelovanjem; sve do nedavno. Danas se tu javljaju posljedice sječe drveća, ispaše stoke (oko 200 farmera živi u tampon zoni), lova, rekreacija i turizma. Oko 40-50.000 turista posjeti rezervat bisfere svake godine (1997.).

## Odlike
Rezervat biosfere čine uglavnom malena područja nizina, ledenjačkih vrhova (oko 60) i preko 130 jezera koji čine oko 80% tipičnog krajolika Kavkaza. Visina se proteže od 250 do 3,360 metara, što je visina najvišeg vrha, Akaragvarta. Rijeke sa sjeverne strane su Bolšaja Laba i Belaja, koje utječu u Kuban, dok su na južnoj strani rijeke kraće i ulijevaju se u Crno more. Tu su i brojni slapovi do 250 metara visine.
U rezervatu obitava rijetka, oko 85 metra visoka, Nordijska jela (Abies nordmanniana), za koju se vjeruje da je najviša vrsta drveta u Europi, ali i Engleska tisa (Taxus baccata), bukva (Fagus orientalis), kesten (Castanea sativa), smreka (Picea orientalis), Iberski hrast (Quercus iberica), Kavkaška lipa (Tilia caucasia) i Europska zelenika (Buxus sempervirens). Zapravo petina biljnih vrsta na ovom području su endemske vrste.
Fauna je također bogata, uključujući rijetke vrste kao što su: leopard (Panthera pardus ciscaucasica), smeđi medvjed (Ursus arctos), ris (Felis lynx) i Kavkaški jelen (Cervus elaphus moral).
Ovo područje je posljednje utočište Kavkaškog bizona (Bison bonasus caucasicus) od kojih su posljednji primjerak ubili krivolovci 1927. godine. Danas su preživjeli samo potomci bizona koji je bio u zoološkom vrtu u Njemačkoj, ali su oni nastali križanjem s podvrstom Bison bonasus bonasus.
- Planina Markot iznad Sočija
- Slap Orekovski u NP Soči
- Planina Belalakaja
- Zapadni Kavkaz iz Krasnaja Poljana
- Ubijeni Kavkaški bizon 1889. godine

## Vanjske poveznice
- Zapadni Kavkaz  Arhivirana inačica izvorne stranice od 2. srpnja 2008. (Wayback Machine) na Nacionalna svjetska baština
- Ruski kavkaški nacionalni park  Arhivirana inačica izvorne stranice od 13. siječnja 2008. (Wayback Machine) (rus.)
- Caucasian Reserve Website (engl.)